# Sutjeska nationalpark
Sutjeska nationalpark (serbokroatiska: Национални парк Сутјеска, Nacionalni park Sutjeska, uttalas [sûtjɛska]) är en nationalpark i Bosnien och Hercegovina. Den ligger i entiteten Republika Srpska, i den sydöstra delen av landet, 70 km sydost om huvudstaden Sarajevo. Den  grundades 1962 och har en yta på 175 kvadratkilometer. Sutjeska nationalpark är Bosnien och Hercegovinas äldsta nationalpark. Där finns berget Maglićs högsta topp på över 2 386 meter, som även är landets högst topp, på gränsen till Montenegro. I den montenegrinska delen av Maglićmassivet i parken finns Trnovačko Jezero (Trnovačkosjön). Det stängda naturreservatet "Perućica", en av de två sista kvarvarande urskogarna i Europa, är en del av nationalparken. Nationalparken är också känd som platsen för slaget vid Sutjeska 1943 under andra världskriget. Sutjeska nationalpark är medlem av EUROPARC Federation.

## Begränsningar
Nationalparken begränsas av floderna Piva, Drina och Neretva. Bergstoppen Maglić. Mitt i nationalparken ligger det 1 434 hektar stora naturreservatet Perućica, med Europas största och bäst bevarade urskog. Området, som inte får beträdas, och är sedan 2017 uppsatt på Unescos lista över föreslagna världsarv (tentative list).

## Historia
Parken grundades 1962, och är den största och den tidigaste deklarerade nationalparken i Bosnien och Hercegovina. Dess deklaration baserades mer på att det var platsen för historiska strider snarare än för bevarande.

Perućica skogsreservat, som ligger inom nationalparken, etablerades 1952, som ett "naturreservat för vetenskapliga och utbildningsändamål". Perućica, som är en av de två sista kvarvarande urskogarna i Europa, är ett av de fem stängda naturreservaten i Bosnien och Hercegovina.

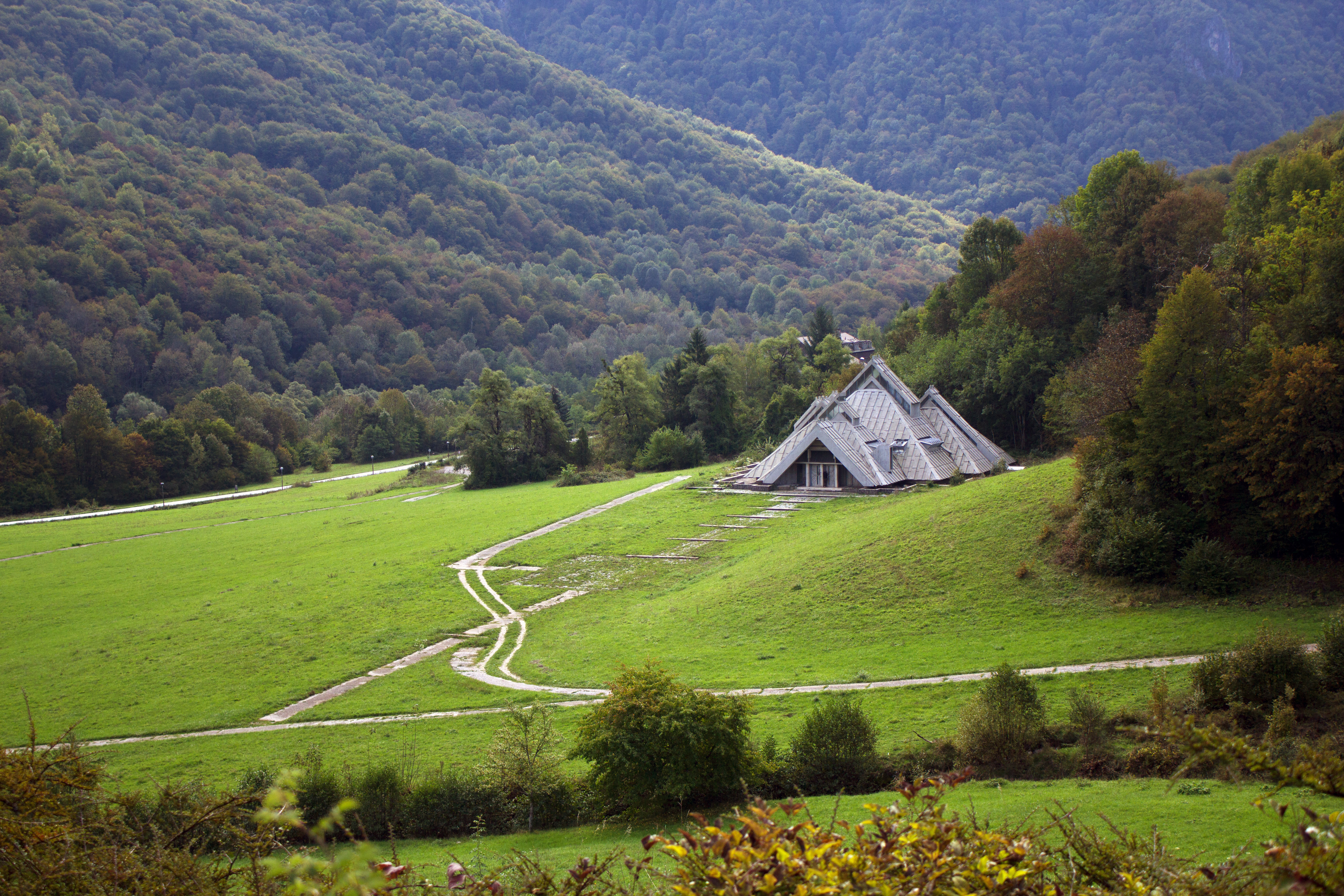
Minneshallen över slaget vid Sutjeska.

Parken är också känd som platsen för slaget vid Sutjeska som varade från 15 maj till 16 juni 1943 under andra världskriget, där partisanerna segrade över den tyska ockupationsstyrkan i ett slag. I striden leddes partisanerna från Jugoslavien av marskalk Josip Broz Tito som omintetgjorde fiendens planer. Partisanerna lyckades bryta sig ur inringningen även om de förlorade en tredjedel av sina män. Flera stora stenmonument från Partisan's Memorial hedrar denna händelse vid den norra kanten av parken vid Tjentište, på väg till urskogsreservatet i Perucica.

## Geografi

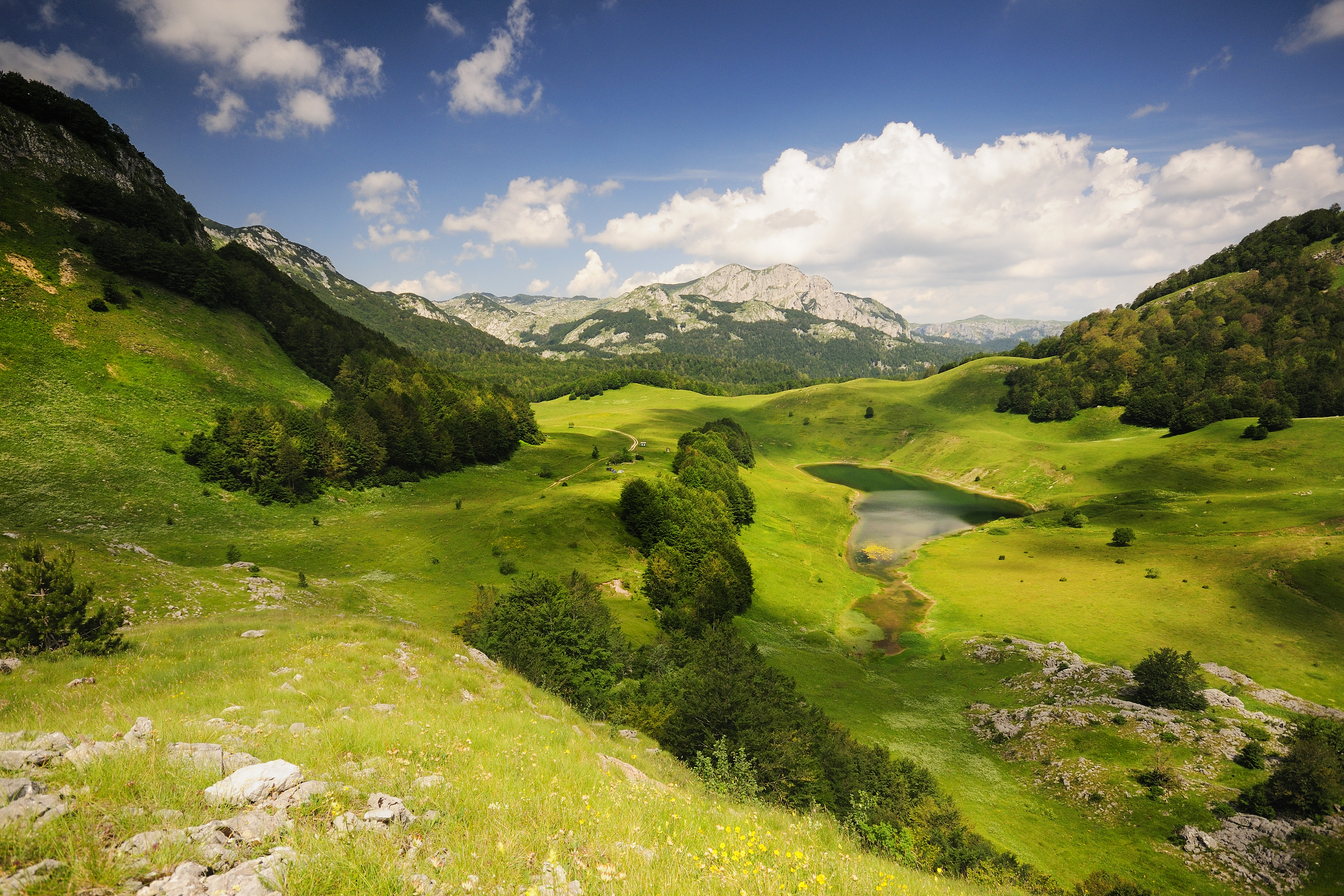
Sjön Orlovačko

Parken sträcker sig över ett område på cirka 17 500 hektar. Den avgränsas i öster av berget Pivska planina (kyrilliska alfabetet: Пивска планина) (1775 meter och floden Piva upp till Šćepan polje, och vidare längs Drina-flodens lopp upp till floden Sutjeskas sammanflöde västerut vid berget Zelengora (2 014 meter), och berget Lelija (2 032 meter) och i sydost av berget Maglić (2 386 meter, berget Volujak (2 337 meter) och berget Bioč (2 388 meter). En utbyggnadsplan för att öka parkens gränser för att täcka ytterligare ett område på 8 331 hektar, inklusive ett område på 3 500 hektar mot floden Taras kanjon, övervägs. Med denna utbyggnad kommer Sutjeska National Park att bli det största skyddade området inte bara i Serbiska republiken, utan i hela landet. Sutjeska nationalpark och den angränsande nationalparken Durmitor i nordvästra Montenegro visar ett gränsöverskridande skyddat områdessamarbete i före detta Jugoslavien.
Parken är tillgänglig under större delen av året men med vissa restriktioner under en del av vintern. Den är tillgänglig på väg från Sarajevo, 110 kilometer och Dubrovnik, Kroatien, 142 kilometer. Den anslutande motorvägen är Belgrad-Visegrad-Herceg Novi. Vägen Trebinje-Foca passerar längs kanjonens väggar genom täta skogar som leder till parken. Dalen öppnar sig i den norra kanten av parken. Staden Foča, nära gränsen till Montenegro, ligger 20 kilometer från parken och den närmaste staden är Mratinje. Bosnien och Hercegovinas högsta topp, Maglić-berget, direkt på gränsen till Montenegro, är en utmanande stigning även för erfarna vandrare. Berget Zelengora är populärt bland vandrare och det finns flera nyrenoverade stugor på bergssluttningarna. Tara River är känd för forsränning.

## Skakavac vattenfall
Skakavacs vattenfall bildas i Perućica, en liten flod, eller mer exakt en bergsbäck, belägen djupt inne i Perućicas urskog, som regleras som strikt naturreservat inom Sutjeska National Park. Det är ett av de högsta vattenfallen i landet, cirka 75 meter högt, och  är gömt djupt inne i Perućicas urskog och dess massiva täcke av gröna träd av bok och gran som uppslukar hela dalen.
Perućicas urskog ligger under den högsta toppen i Bosnien och Hercegovina, Maglić (2386 m) och skild från berget Zelengora av Sutjeskafloden och dess imponerande, djupa kanjon.
Perućicabäcken skär genom Perućicaskogen och ner och mellan två branta sluttningar av Maglić. Någonstans i mitten av sitt lopp faller bäcken från den övre hängande dalen till den nedre dalen, och faller sedan över en stor kalkstensrygg till ett stup som är 75 meter djupt, varefter Perućicabäcken når sammanflödet med floden Sutjeska vid Tjentištedalen.

## Floder

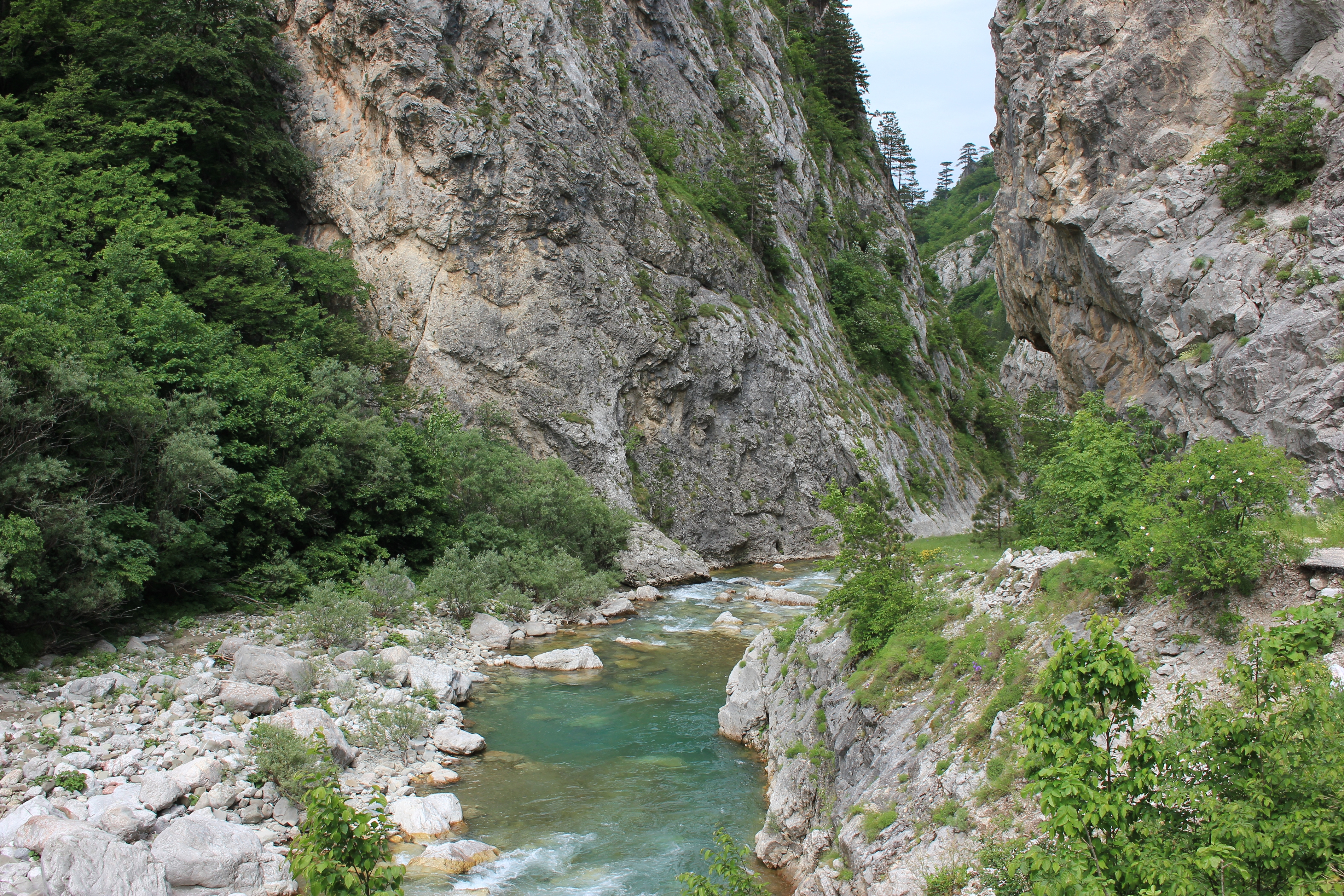
Floden Sutjeska

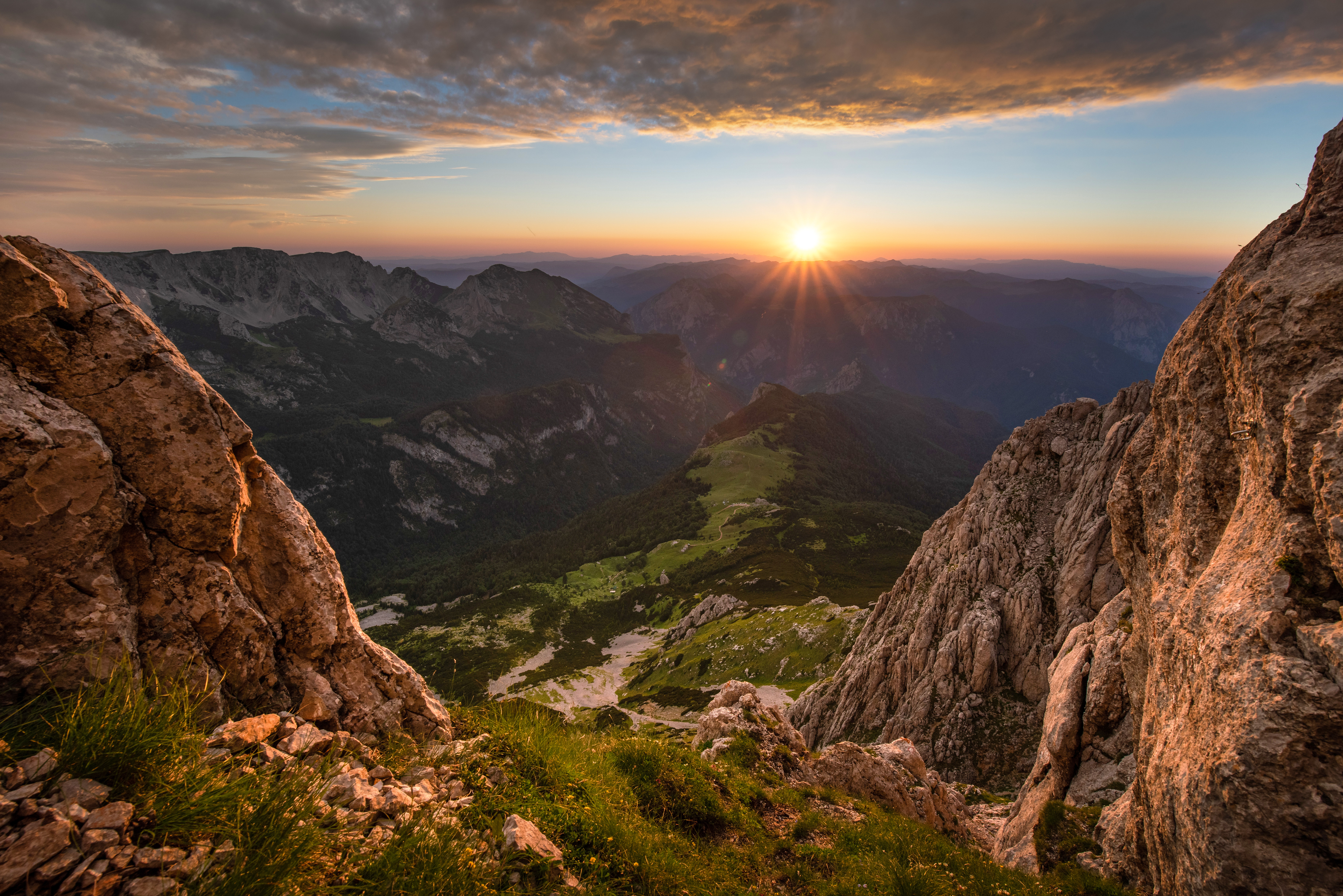
Berget Maglić

Floderna Piva och Drina är de största floderna i parken, och de bildar dess nordvästra gräns. Sutjeskafloden kan betraktas som den huvudsakliga flodbassängen, som till stor del ligger inom själva parken. Sutjeska skiljer berget Zelengora från bergen Maglić, Volujak och Bioč och har skurit ner en imponerande kanjon 1200 meters djup samt även Tjentištedalen genom mitten av parken. Andra floder är bifloder till Sutjeska. Vänsterbifloder är Klobučarica Creek, Jabučnica Creek och Hrčavka River. Högra bifloder är Suški Creek (även kallad Suha River eller Creek Sušica), Prijevor Creek och Perućicabäcken.

## Flora
Parkens vegetation består av täta skogar (66 %) bergsbetesmarker, ängar och stenig mark ovanför skogarna. I synnerhet de nordvästra sluttningarna har tjocka barr- och bokträd upp till en höjd av 1 600 meter, medan sluttningarna i de andra riktningarna är mycket branta, karga och steniga. Betesmarker finns på höjder över 1 600 meter i platåerna. Dess blomrikedom omfattar 2 600 arter av kärlväxter (många av dem sällsynta och endemiska) och även cirka 100 arter av ätliga svampar. Perućicaskogen består av stora bokträd så höga som 60 meter eller mer, med en omkrets på cirka 150 centimeter och endemiska svarttallar som växer på de steniga ytorna som ger skydd åt den mycket gamla skogen i hela dalen. Träden i Perućicas urskog har aldrig avverkats och några av dem är så gamla som 300 år.

## Fauna

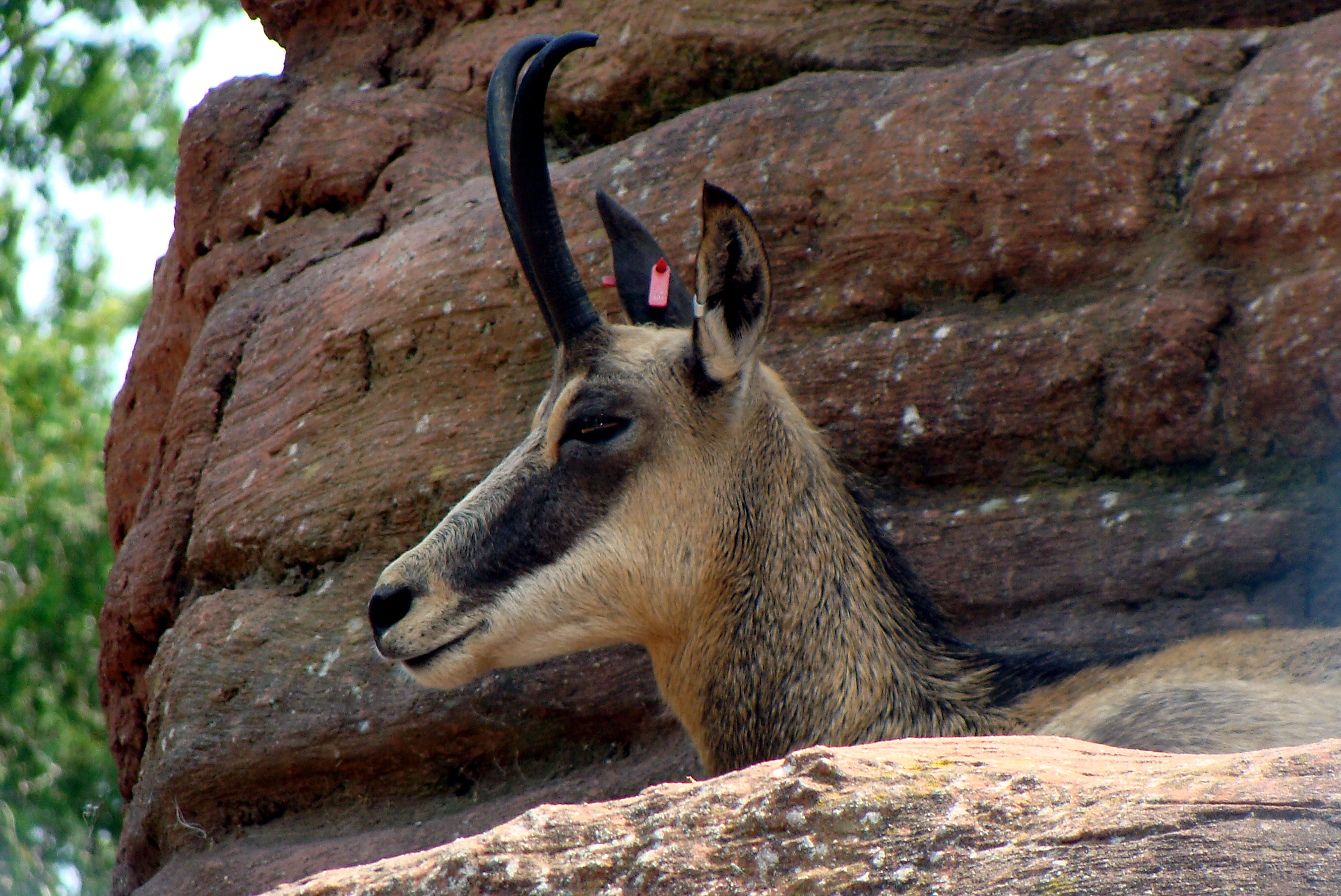
Balkangems, (Rupicapra rupicapra balcanica), ett slidhornsdjur som finns i Europa och Karpaterna

Djurpopulationen är mångsidig och betydande. Björn, gems, vildsvin, varg, mård och minkmård, vildkatt, räv och vilda getter har setts i parken, särskilt i Perućicaskogarna. Parken har mer än 300 fågelarter i de stora områdena med sjöar (nio sjöar på bergskedjan Zelengora i parken) samt våtmarker. Balkangems (Rupicapra rupicapra balcanica), ett slidhornsdjur (inhemskt i Europa och Karpaterna) finns också i parken. Under 1963–1987 introducerades framgångsrikt 256 gemser i 13 andra områden i Bosnien och Hercegovina och Kroatien. Några av de fågelarter som rapporterats från Perućica-skogarna är: kungsörn, orre, pilgrimsfalk, koltrast och rapphöna.

## Bevarande och skydd
Sutjeska National Park är en ansluten medlem av EUROPARC Federation. Med tanke på överexploatering av naturresurser (inklusive illegal utvinning av ved), har Världsbanken stött en stor mångsidig förvaltningsplan för bevarande av biologisk mångfald, skogsbruk, bevarande av kulturarv, turism och socioekonomisk utveckling. Projekten omfattar fysisk förbättring av befintliga skyddade områden, och etablering av viktiga nya prioriterade områden med finansiering på 2,76 miljoner USD (inklusive 1,4 miljoner USD från Global Environment Facility). Projektet startade 2006 och inkluderar den befintliga Sutjeska nationalparken och även Kozara nationalpark med fokus på planer för ekosystemutveckling, deltagande i markanvändningsplanering, skapande av ny infrastruktur och begränsad småskalig rehabilitering av byggnader, som anses vara väsentliga för förbättra driften av den befintliga parken. Den pågående infrastrukturutvecklingen innebär förbättringar av stigar och skapande av nya stigar, reparation av skyltar, rastplatser och avgränsning av parkgränser. Ett exklusivt utbildningsprogram ingår också i projektet. Sedan 1960-talet har utvecklingen av infrastrukturen inneburit stora svårigheter därför att man vill minimera påverkan på miljön.

## Framtida gränsöverskridande skydd

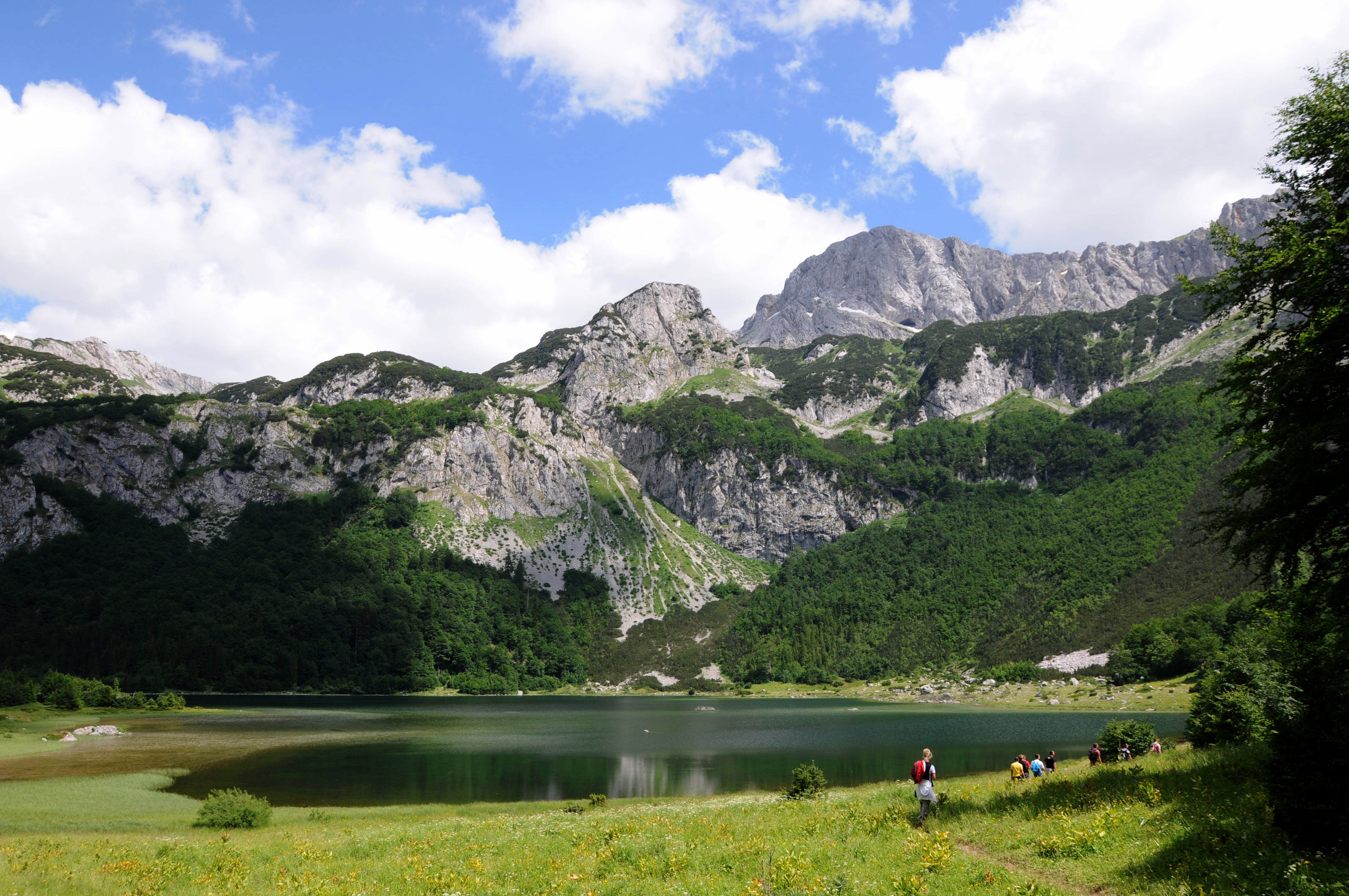
Trnovačkosjön

Trnovačko-sjön, strax utanför parken och gränserna till Bosnien och Hercegovina, är en glaciärsjö på en höjd av 1500 meter. Den är 700 meter lång och 400 meter bred mitt i en "enorm amfiteater av bergstoppar". Sjön dräneras från bergskedjan Maglic, Volujak och Bioc. Den norra sidan av sjön, som är öppen, har den trädbevuxna ön Vratnice. Sjövattnet är grönblått. Planen är att bilda ytterligare en nationalpark inom Montenegros gränser, som ska skydda resten av bergskedjan Magilć-Volujak-Bioč och Trnovačko-sjön. Dessa två parker i grannländerna bör bilda en stor gränsöverskridande skyddszon.